# Energiewacht Tour 2016
La 6e édition de l'Energiewacht Tour a lieu du 6 avril au 10 avril 2016. La course fait partie du calendrier UCI féminin en catégorie 2.2.
La formation Boels Dolmans remporte le contre-la-montre par équipes inaugural. Chantal Blaak gagne le sprint de la deuxième étape et prend le maillot jaune à sa coéquipière Ellen van Dijk. Une échappée se joue la victoire lors de la troisième étape. Allie Dragoo s'y impose. Kirsten Wild gagne le sprint massif de la quatrième étape secteur a. L'après-midi, Ellen van Dijk domine largement le contre-la-montre, pourtant long de seulement 13,6 km. Elle s'empare définitivement du maillot jaune, la dernière étape se concluant par un nouveau sprint massif remporté par Kirsten Wild. Annemiek van Vleuten est deuxième du classement général devant Lisa Brennauer qui gagne le classement par points. Floortje Mackaij est la meilleure jeune et Boels Dolmans la meilleure équipe.

## Équipes
Onze équipes professionnelles, trois équipes amateurs et trois sélections nationales sont au départ.
| Équipes féminines professionnelles (11)- Boels Dolmans - Canyon-SRAM Racing - Hitec Products - Lares-Waowdeals Women - Lensworld-Zannata - Liv-Plantur - Orica-AIS - Parkhotel Valkenburg - Rabo Liv Women - UnitedHealthcare - Wiggle High5 Équipes nationales (3)- Belgique - Grande-Bretagne - États-Unis Équipe féminines amateur (3)- Adelaar Ladies - Jan van Arckel - Swaboladies,nl |
| |

## Étapes
| Étape     | Date    | Villes étapes              | type                         | Distance (km) | Vainqueur d'étape | Leader du classement général |
| --------- | ------- | -------------------------- | ---------------------------- | ------------- | ----------------- | ---------------------------- |
| 1re étape | 6 avr.  | Groningue – Groningue      | contre-la-montre par équipes | 11,3          | Boels Dolmans     | Ellen van Dijk               |
| 2e étape  | 7 avr.  | Winsum – Winsum            | étape de plaine              | 116,8         | Chantal Blaak     | Ellen van Dijk               |
| 3e étape  | 8 avr.  | Musselkanaal – Stadskanaal | étape de plaine              | 131,9         | Allie Dragoo      | Chantal Blaak                |
| 4e étape  | 9 avr.  | Zuidhorn – Zuidhorn        | étape de plaine              | 75,4          | Kirsten Wild      | Chantal Blaak                |
| 5e étape  | 9 avr.  | Leek – Leek                | contre-la-montre individuel  | 13,6          | Ellen van Dijk    | Ellen van Dijk               |
| 6e étape  | 10 avr. | Borkum – Borkum            | étape de plaine              | 119,3         | Kirsten Wild      | Ellen van Dijk               |

## Déroulement de la course

### 1reétape
La formation Boels Dolmans remporte le contre-la-montre par équipes inaugural devant l'équipe Saison 2016 de l'équipe cycliste Canyon-SRAM. Ellen van Dijk endosse le maillot de leader du classement général.
| \| Classement de l'étape \| Classement de l'étape \| Classement de l'étape \| Classement de l'étape \| Classement de l'étape \| Classement de l'étape \| \| Équipe \| Équipe \| Pays \| Temps \| Écart de temps \| Vitesse moy. \| \| --------------------- \| --------------------- \| --------------------- \| --------------------- \| --------------------- \| --------------------- \| \| 1re \| Boels Dolmans \| Pays-Bas \| 14 min 09 s \| + \| 47.915 km/h \| \| 2e \| Canyon-SRAM Racing \| Allemagne \| 14 min 29 s \| + 20 s \| 46.812 km/h \| \| 3e \| Orica-AIS \| Australie \| 14 min 30 s \| + 21 s \| 46.759 km/h \| \| 4e \| Rabo Liv Women \| Pays-Bas \| 14 min 40 s \| 31 s \| 46.227 km/h \| \| 5e \| Wiggle High5 \| Royaume-Uni \| 14 min 48 s \| + 39 s \| 45.811 km/h \| \| 6e \| Hitec Products \| Norvège \| 14 min 59 s \| + 50 s \| 45.250 km/h \| \| 7e \| Parkhotel Valkenburg \| Pays-Bas \| 15 min 06 s \| + 57 s \| 44.901 km/h \| \| 8e \| Grande-Bretagne \| Royaume-Uni \| 15 min 14 s \| + 1 min 05 s \| 44.508 km/h \| \| 9e \| Danemark \| Danemark \| 15 min 17 s \| + 1 min 08 s \| 44.362 km/h \| \| 10e \| Lensworld-Zannata \| Belgique \| 15 min 19 s \| + 1 min 10 s \| 44.266 km/h \| |                      |             |             |                |              |
| |                      |             |             |                |              |
| |                      |             |             |                |              |
| Classement de l'étape |                      |             |             |                |              |
| Équipe | Équipe               | Pays        | Temps       | Écart de temps | Vitesse moy. |
| 1re | Boels Dolmans        | Pays-Bas    | 14 min 09 s | +              | 47.915 km/h  |
| 2e | Canyon-SRAM Racing   | Allemagne   | 14 min 29 s | + 20 s         | 46.812 km/h  |
| 3e | Orica-AIS            | Australie   | 14 min 30 s | + 21 s         | 46.759 km/h  |
| 4e | Rabo Liv Women       | Pays-Bas    | 14 min 40 s | 31 s           | 46.227 km/h  |
| 5e | Wiggle High5         | Royaume-Uni | 14 min 48 s | + 39 s         | 45.811 km/h  |
| 6e | Hitec Products       | Norvège     | 14 min 59 s | + 50 s         | 45.250 km/h  |
| 7e | Parkhotel Valkenburg | Pays-Bas    | 15 min 06 s | + 57 s         | 44.901 km/h  |
| 8e | Grande-Bretagne      | Royaume-Uni | 15 min 14 s | + 1 min 05 s   | 44.508 km/h  |
| 9e | Danemark             | Danemark    | 15 min 17 s | + 1 min 08 s   | 44.362 km/h  |
| 10e | Lensworld-Zannata    | Belgique    | 15 min 19 s | + 1 min 10 s   | 44.266 km/h  |

| \| Classement général \| Classement général \| Classement général \| Classement général \| Classement général \| \| Coureuse \| Coureuse \| Pays \| Équipe \| Temps \| \| ------------------ \| ------------------ \| ------------------ \| ------------------ \| ------------------ \| \| 1re \| Ellen van Dijk \| Pays-Bas \| Boels Dolmans \| 13 min 39 s \| \| 2e \| Christine Majerus \| Luxembourg \| Boels Dolmans \| + 0 s \| \| 3e \| Chantal Blaak \| Pays-Bas \| Boels Dolmans \| + 0 s \| \| 4e \| Amalie Dideriksen \| Danemark \| Boels Dolmans \| + 0 s \| \| 5e \| Lisa Brennauer \| Allemagne \| Canyon-SRAM Racing \| + 5 s \| \| 6e \| Alexis Magner \| États-Unis \| Canyon-SRAM Racing \| + 5 s \| \| 7e \| Alena Amialiusik \| Biélorussie \| Canyon-SRAM Racing \| + 5 s \| \| 8e \| Elena Cecchini \| Italie \| Canyon-SRAM Racing \| + 5 s \| \| 9e \| Gracie Elvin \| Australie \| Orica-AIS \| + 8 s \| \| 10e \| Katrin Garfoot \| Australie \| Orica-AIS \| + 8 s \| |                   |             |                    |             |
| |                   |             |                    |             |
| |                   |             |                    |             |
| Classement général |                   |             |                    |             |
| Coureuse | Coureuse          | Pays        | Équipe             | Temps       |
| 1re | Ellen van Dijk    | Pays-Bas    | Boels Dolmans      | 13 min 39 s |
| 2e | Christine Majerus | Luxembourg  | Boels Dolmans      | + 0 s       |
| 3e | Chantal Blaak     | Pays-Bas    | Boels Dolmans      | + 0 s       |
| 4e | Amalie Dideriksen | Danemark    | Boels Dolmans      | + 0 s       |
| 5e | Lisa Brennauer    | Allemagne   | Canyon-SRAM Racing | + 5 s       |
| 6e | Alexis Magner     | États-Unis  | Canyon-SRAM Racing | + 5 s       |
| 7e | Alena Amialiusik  | Biélorussie | Canyon-SRAM Racing | + 5 s       |
| 8e | Elena Cecchini    | Italie      | Canyon-SRAM Racing | + 5 s       |
| 9e | Gracie Elvin      | Australie   | Orica-AIS          | + 8 s       |
| 10e | Katrin Garfoot    | Australie   | Orica-AIS          | + 8 s       |

### 2eétape
Un groupe de douze favorites prend plus trois minutes d'avance sur le peloton. Chantal Blaak se montre la plus rapide au sprint et s'empare de la tête du classement général par le jeu des bonifications, Ellen van Dijk étant troisième.
| \| Classement de l'étape \| Classement de l'étape \| Classement de l'étape \| Classement de l'étape \| Classement de l'étape \| \| Coureuse \| Coureuse \| Pays \| Équipe \| Temps \| \| --------------------- \| --------------------- \| --------------------- \| --------------------- \| --------------------- \| \| 1re \| Chantal Blaak \| Pays-Bas \| Boels Dolmans \| 2 h 55 min 40 s \| \| 2e \| Lisa Brennauer \| Allemagne \| Canyon-SRAM Racing \| + 0 s \| \| 3e \| Ellen van Dijk \| Pays-Bas \| Boels Dolmans \| + 0 s \| \| 4e \| Annemiek van Vleuten \| Pays-Bas \| Orica-AIS \| + 0 s \| \| 5e \| Gracie Elvin \| Australie \| Orica-AIS \| + 0 s \| \| 6e \| Elena Cecchini \| Italie \| Canyon-SRAM Racing \| + 0 s \| \| 7e \| Lucinda Brand \| Pays-Bas \| Rabo Liv Women \| + 0 s \| \| 8e \| Floortje Mackaij \| Pays-Bas \| Liv-Plantur \| + 0 s \| \| 9e \| Amy Pieters \| Pays-Bas \| Wiggle High5 \| + 5 s \| \| 10e \| Romy Kasper \| Allemagne \| Boels Dolmans \| + 5 s \| |                      |           |                    |                 |
| |                      |           |                    |                 |
| |                      |           |                    |                 |
| Classement de l'étape |                      |           |                    |                 |
| Coureuse | Coureuse             | Pays      | Équipe             | Temps           |
| 1re | Chantal Blaak        | Pays-Bas  | Boels Dolmans      | 2 h 55 min 40 s |
| 2e | Lisa Brennauer       | Allemagne | Canyon-SRAM Racing | + 0 s           |
| 3e | Ellen van Dijk       | Pays-Bas  | Boels Dolmans      | + 0 s           |
| 4e | Annemiek van Vleuten | Pays-Bas  | Orica-AIS          | + 0 s           |
| 5e | Gracie Elvin         | Australie | Orica-AIS          | + 0 s           |
| 6e | Elena Cecchini       | Italie    | Canyon-SRAM Racing | + 0 s           |
| 7e | Lucinda Brand        | Pays-Bas  | Rabo Liv Women     | + 0 s           |
| 8e | Floortje Mackaij     | Pays-Bas  | Liv-Plantur        | + 0 s           |
| 9e | Amy Pieters          | Pays-Bas  | Wiggle High5       | + 5 s           |
| 10e | Romy Kasper          | Allemagne | Boels Dolmans      | + 5 s           |

| \| Classement général \| Classement général \| Classement général \| Classement général \| Classement général \| \| Coureuse \| Coureuse \| Pays \| Équipe \| Temps \| \| ------------------ \| -------------------- \| ------------------ \| ------------------ \| ------------------ \| \| 1re \| Chantal Blaak \| Pays-Bas \| Boels Dolmans \| 3 h 09 min 06 s \| \| 2e \| Ellen van Dijk \| Pays-Bas \| Boels Dolmans \| + 6 s \| \| 3e \| Lisa Brennauer \| Allemagne \| Canyon-SRAM Racing \| + 11 s \| \| 4e \| Elena Cecchini \| Italie \| Canyon-SRAM Racing \| + 18 s \| \| 5e \| Lucinda Brand \| Pays-Bas \| Rabo Liv Women \| + 20 s \| \| 6e \| Annemiek van Vleuten \| Pays-Bas \| Orica-AIS \| + 21 s \| \| 7e \| Gracie Elvin \| Australie \| Orica-AIS \| + 21 s \| \| 8e \| Amy Pieters \| Pays-Bas \| Wiggle High5 \| + 32 s \| \| 9e \| Floortje Mackaij \| Pays-Bas \| Liv-Plantur \| + 37 s \| \| 10e \| Roxane Knetemann \| Pays-Bas \| Rabo Liv Women \| + 43 s \| |                      |           |                    |                 |
| |                      |           |                    |                 |
| |                      |           |                    |                 |
| Classement général |                      |           |                    |                 |
| Coureuse | Coureuse             | Pays      | Équipe             | Temps           |
| 1re | Chantal Blaak        | Pays-Bas  | Boels Dolmans      | 3 h 09 min 06 s |
| 2e | Ellen van Dijk       | Pays-Bas  | Boels Dolmans      | + 6 s           |
| 3e | Lisa Brennauer       | Allemagne | Canyon-SRAM Racing | + 11 s          |
| 4e | Elena Cecchini       | Italie    | Canyon-SRAM Racing | + 18 s          |
| 5e | Lucinda Brand        | Pays-Bas  | Rabo Liv Women     | + 20 s          |
| 6e | Annemiek van Vleuten | Pays-Bas  | Orica-AIS          | + 21 s          |
| 7e | Gracie Elvin         | Australie | Orica-AIS          | + 21 s          |
| 8e | Amy Pieters          | Pays-Bas  | Wiggle High5       | + 32 s          |
| 9e | Floortje Mackaij     | Pays-Bas  | Liv-Plantur        | + 37 s          |
| 10e | Roxane Knetemann     | Pays-Bas  | Rabo Liv Women     | + 43 s          |

### 3eétape
Une échappée composée d'Allie Dragoo, Vera Koedooder, Moniek Tenniglo, Sara Penton et Julie Leth prend une avance importante sur le peloton. Dans le final, Vera Koedoorder attaque à de nombreuses reprises, mais c'est Allie Dragoo qui parvient à creuser un écart à deux kilomètres de l'arrivée. Elle est suivie par Julie Leth qu'elle bat au sprint. Derrière Lucinda Brand est la plus véloce du peloton. Le classement général est inchangé.
| \| Classement de l'étape \| Classement de l'étape \| Classement de l'étape \| Classement de l'étape \| Classement de l'étape \| \| Coureuse \| Coureuse \| Pays \| Équipe \| Temps \| \| --------------------- \| --------------------- \| --------------------- \| -------------------------------- \| --------------------- \| \| 1re \| Allie Dragoo \| États-Unis \| États-Unis \| 3 h 20 min 53 s \| \| 2e \| Julie Norman Leth \| Danemark \| Hitec Products \| + 2 s \| \| 3e \| Gretchen Stumhofer \| États-Unis \| États-Unis \| + 17 s \| \| 4e \| Vera Koedooder \| Pays-Bas \| Parkhotel Valkenburg Continental \| + 17 s \| \| 5e \| Moniek Tenniglo \| Pays-Bas \| Rabo Liv Women \| + 17 s \| \| 6e \| Sara Penton \| Suède \| Lares-Waowdeals Women \| + 20 s \| \| 7e \| Amy Pieters \| Pays-Bas \| Wiggle High5 \| + 2 min 00 s \| \| 8e \| Lisa Brennauer \| Allemagne \| Canyon-SRAM Racing \| + 2 min 00 s \| \| 9e \| Monique van de Ree \| Pays-Bas \| Lares-Waowdeals Women \| + 2 min 00 s \| \| 10e \| Floortje Mackaij \| Pays-Bas \| Liv-Plantur \| + 2 min 00 s \| |                    |            |                                  |                 |
| |                    |            |                                  |                 |
| |                    |            |                                  |                 |
| Classement de l'étape |                    |            |                                  |                 |
| Coureuse | Coureuse           | Pays       | Équipe                           | Temps           |
| 1re | Allie Dragoo       | États-Unis | États-Unis                       | 3 h 20 min 53 s |
| 2e | Julie Norman Leth  | Danemark   | Hitec Products                   | + 2 s           |
| 3e | Gretchen Stumhofer | États-Unis | États-Unis                       | + 17 s          |
| 4e | Vera Koedooder     | Pays-Bas   | Parkhotel Valkenburg Continental | + 17 s          |
| 5e | Moniek Tenniglo    | Pays-Bas   | Rabo Liv Women                   | + 17 s          |
| 6e | Sara Penton        | Suède      | Lares-Waowdeals Women            | + 20 s          |
| 7e | Amy Pieters        | Pays-Bas   | Wiggle High5                     | + 2 min 00 s    |
| 8e | Lisa Brennauer     | Allemagne  | Canyon-SRAM Racing               | + 2 min 00 s    |
| 9e | Monique van de Ree | Pays-Bas   | Lares-Waowdeals Women            | + 2 min 00 s    |
| 10e | Floortje Mackaij   | Pays-Bas   | Liv-Plantur                      | + 2 min 00 s    |

| \| Classement général \| Classement général \| Classement général \| Classement général \| Classement général \| \| Coureuse \| Coureuse \| Pays \| Équipe \| Temps \| \| ------------------ \| -------------------- \| ------------------ \| ------------------ \| ------------------ \| \| 1re \| Chantal Blaak \| Pays-Bas \| Boels Dolmans \| 6 h 31 min 59 s \| \| 2e \| Ellen van Dijk \| Pays-Bas \| Boels Dolmans \| + 6 s \| \| 3e \| Lisa Brennauer \| Allemagne \| Canyon-SRAM Racing \| + 11 s \| \| 4e \| Elena Cecchini \| Italie \| Canyon-SRAM Racing \| + 18 s \| \| 5e \| Lucinda Brand \| Pays-Bas \| Rabo Liv Women \| + 20 s \| \| 6e \| Gracie Elvin \| Australie \| Orica-AIS \| + 21 s \| \| 7e \| Annemiek van Vleuten \| Pays-Bas \| Orica-AIS \| + 21 s \| \| 8e \| Amy Pieters \| Pays-Bas \| Wiggle High5 \| + 32 s \| \| 9e \| Floortje Mackaij \| Pays-Bas \| Liv-Plantur \| + 37 s \| \| 10e \| Roxane Knetemann \| Pays-Bas \| Rabo Liv Women \| + 43 s \| |                      |           |                    |                 |
| |                      |           |                    |                 |
| |                      |           |                    |                 |
| Classement général |                      |           |                    |                 |
| Coureuse | Coureuse             | Pays      | Équipe             | Temps           |
| 1re | Chantal Blaak        | Pays-Bas  | Boels Dolmans      | 6 h 31 min 59 s |
| 2e | Ellen van Dijk       | Pays-Bas  | Boels Dolmans      | + 6 s           |
| 3e | Lisa Brennauer       | Allemagne | Canyon-SRAM Racing | + 11 s          |
| 4e | Elena Cecchini       | Italie    | Canyon-SRAM Racing | + 18 s          |
| 5e | Lucinda Brand        | Pays-Bas  | Rabo Liv Women     | + 20 s          |
| 6e | Gracie Elvin         | Australie | Orica-AIS          | + 21 s          |
| 7e | Annemiek van Vleuten | Pays-Bas  | Orica-AIS          | + 21 s          |
| 8e | Amy Pieters          | Pays-Bas  | Wiggle High5       | + 32 s          |
| 9e | Floortje Mackaij     | Pays-Bas  | Liv-Plantur        | + 37 s          |
| 10e | Roxane Knetemann     | Pays-Bas  | Rabo Liv Women     | + 43 s          |

### 4eétape, secteur a
La quatrième étape se conclut par un sprint massif remporté par Kirsten Wild. Durant l'étape, Lucinda Brand a tenté de s'échapper mais sans succès.
| \| Classement de l'étape \| Classement de l'étape \| Classement de l'étape \| Classement de l'étape \| Classement de l'étape \| \| Coureuse \| Coureuse \| Pays \| Équipe \| Temps \| \| --------------------- \| --------------------- \| --------------------- \| --------------------- \| --------------------- \| \| 1re \| Kirsten Wild \| Pays-Bas \| Hitec Products \| 1 h 54 min 31 s \| \| 2e \| Chantal Blaak \| Pays-Bas \| Boels Dolmans \| + 0 s \| \| 3e \| Barbara Guarischi \| Italie \| Canyon-SRAM Racing \| + 0 s \| \| 4e \| Gracie Elvin \| Australie \| Orica-AIS \| + 0 s \| \| 5e \| Floortje Mackaij \| Pays-Bas \| Liv-Plantur \| + 0 s \| \| 6e \| Ellen van Dijk \| Pays-Bas \| Boels Dolmans \| + 0 s \| \| 7e \| Julia Soek \| Pays-Bas \| Liv-Plantur \| + 0 s \| \| 8e \| Kelly Markus \| Pays-Bas \| Lares-Waowdeals Women \| + 0 s \| \| 9e \| Christina Siggaard \| Danemark \| Danemark \| + 0 s \| \| 10e \| Evy Kuijpers \| Pays-Bas \| Jan van Arckel \| + 0 s \| |                    |           |                       |                 |
| |                    |           |                       |                 |
| |                    |           |                       |                 |
| Classement de l'étape |                    |           |                       |                 |
| Coureuse | Coureuse           | Pays      | Équipe                | Temps           |
| 1re | Kirsten Wild       | Pays-Bas  | Hitec Products        | 1 h 54 min 31 s |
| 2e | Chantal Blaak      | Pays-Bas  | Boels Dolmans         | + 0 s           |
| 3e | Barbara Guarischi  | Italie    | Canyon-SRAM Racing    | + 0 s           |
| 4e | Gracie Elvin       | Australie | Orica-AIS             | + 0 s           |
| 5e | Floortje Mackaij   | Pays-Bas  | Liv-Plantur           | + 0 s           |
| 6e | Ellen van Dijk     | Pays-Bas  | Boels Dolmans         | + 0 s           |
| 7e | Julia Soek         | Pays-Bas  | Liv-Plantur           | + 0 s           |
| 8e | Kelly Markus       | Pays-Bas  | Lares-Waowdeals Women | + 0 s           |
| 9e | Christina Siggaard | Danemark  | Danemark              | + 0 s           |
| 10e | Evy Kuijpers       | Pays-Bas  | Jan van Arckel        | + 0 s           |

| \| Classement général \| Classement général \| Classement général \| Classement général \| Classement général \| \| Coureuse \| Coureuse \| Pays \| Équipe \| Temps \| \| ------------------ \| -------------------- \| ------------------ \| ------------------ \| ------------------ \| \| 1re \| Chantal Blaak \| Pays-Bas \| Boels Dolmans \| 8 h 26 min 24 s \| \| 2e \| Ellen van Dijk \| Pays-Bas \| Boels Dolmans \| + 12 s \| \| 3e \| Lisa Brennauer \| Allemagne \| Canyon-SRAM Racing \| + 16 s \| \| 4e \| Lucinda Brand \| Pays-Bas \| Rabo Liv Women \| + 23 s \| \| 5e \| Gracie Elvin \| Australie \| Orica-AIS \| + 27 s \| \| 6e \| Annemiek van Vleuten \| Pays-Bas \| Orica-AIS \| + 27 s \| \| 7e \| Elena Cecchini \| Italie \| Canyon-SRAM Racing \| + 28 s \| \| 8e \| Amy Pieters \| Pays-Bas \| Wiggle High5 \| + 42 s \| \| 9e \| Floortje Mackaij \| Pays-Bas \| Liv-Plantur \| + 43 s \| \| 10e \| Barbara Guarischi \| Italie \| Canyon-SRAM Racing \| + 53 s \| |                      |           |                    |                 |
| |                      |           |                    |                 |
| |                      |           |                    |                 |
| Classement général |                      |           |                    |                 |
| Coureuse | Coureuse             | Pays      | Équipe             | Temps           |
| 1re | Chantal Blaak        | Pays-Bas  | Boels Dolmans      | 8 h 26 min 24 s |
| 2e | Ellen van Dijk       | Pays-Bas  | Boels Dolmans      | + 12 s          |
| 3e | Lisa Brennauer       | Allemagne | Canyon-SRAM Racing | + 16 s          |
| 4e | Lucinda Brand        | Pays-Bas  | Rabo Liv Women     | + 23 s          |
| 5e | Gracie Elvin         | Australie | Orica-AIS          | + 27 s          |
| 6e | Annemiek van Vleuten | Pays-Bas  | Orica-AIS          | + 27 s          |
| 7e | Elena Cecchini       | Italie    | Canyon-SRAM Racing | + 28 s          |
| 8e | Amy Pieters          | Pays-Bas  | Wiggle High5       | + 42 s          |
| 9e | Floortje Mackaij     | Pays-Bas  | Liv-Plantur        | + 43 s          |
| 10e | Barbara Guarischi    | Italie    | Canyon-SRAM Racing | + 53 s          |

### 4eétape, secteur b
Sur le contre-la-montre de la quatrième étape secteur b, Ellen van Dijk réalise une démonstration en s'imposant avec vingt-deux secondes d'avance sur Annemiek Van Vleuten. Elle récupère le maillot jaune.
| \| Classement de l'étape \| Classement de l'étape \| Classement de l'étape \| Classement de l'étape \| Classement de l'étape \| \| Coureuse \| Coureuse \| Pays \| Équipe \| Temps \| \| --------------------- \| --------------------- \| --------------------- \| ----------------------------- \| --------------------- \| \| 1re \| Ellen van Dijk \| Pays-Bas \| Boels Dolmans \| 17 min 44 s \| \| 2e \| Annemiek van Vleuten \| Pays-Bas \| Orica-AIS \| + 22 s \| \| 3e \| Lisa Brennauer \| Allemagne \| Canyon-SRAM Racing \| + 48 s \| \| 4e \| Tayler Wiles \| États-Unis \| Orica-AIS \| + 57 s \| \| 5e \| Katrin Garfoot \| Australie \| Orica-AIS \| + 59 s \| \| 6e \| Roxane Knetemann \| Pays-Bas \| Rabo Liv Women \| + 1 min 01 s \| \| 7e \| Allie Dragoo \| États-Unis \| États-Unis \| + 1 min 02 s \| \| 8e \| Amy Pieters \| Pays-Bas \| Wiggle High5 \| + 1 min 04 s \| \| 9e \| Linda Villumsen \| Nouvelle-Zélande \| UnitedHealthcare Women's Team \| + 1 min 04 s \| \| 10e \| Elena Cecchini \| Italie \| Canyon-SRAM Racing \| + 1 min 05 s \| |                      |                  |                               |              |
| |                      |                  |                               |              |
| |                      |                  |                               |              |
| Classement de l'étape |                      |                  |                               |              |
| Coureuse | Coureuse             | Pays             | Équipe                        | Temps        |
| 1re | Ellen van Dijk       | Pays-Bas         | Boels Dolmans                 | 17 min 44 s  |
| 2e | Annemiek van Vleuten | Pays-Bas         | Orica-AIS                     | + 22 s       |
| 3e | Lisa Brennauer       | Allemagne        | Canyon-SRAM Racing            | + 48 s       |
| 4e | Tayler Wiles         | États-Unis       | Orica-AIS                     | + 57 s       |
| 5e | Katrin Garfoot       | Australie        | Orica-AIS                     | + 59 s       |
| 6e | Roxane Knetemann     | Pays-Bas         | Rabo Liv Women                | + 1 min 01 s |
| 7e | Allie Dragoo         | États-Unis       | États-Unis                    | + 1 min 02 s |
| 8e | Amy Pieters          | Pays-Bas         | Wiggle High5                  | + 1 min 04 s |
| 9e | Linda Villumsen      | Nouvelle-Zélande | UnitedHealthcare Women's Team | + 1 min 04 s |
| 10e | Elena Cecchini       | Italie           | Canyon-SRAM Racing            | + 1 min 05 s |

| \| Classement général \| Classement général \| Classement général \| Classement général \| Classement général \| \| Coureuse \| Coureuse \| Pays \| Équipe \| Temps \| \| ------------------ \| -------------------- \| ------------------ \| ------------------ \| ------------------ \| \| 1re \| Ellen van Dijk \| Pays-Bas \| Boels Dolmans \| 8 h 44 min 20 s \| \| 2e \| Annemiek van Vleuten \| Pays-Bas \| Orica-AIS \| + 37 s \| \| 3e \| Lisa Brennauer \| Allemagne \| Canyon-SRAM Racing \| + 52 s \| \| 4e \| Chantal Blaak \| Pays-Bas \| Boels Dolmans \| + 57 s \| \| 5e \| Elena Cecchini \| Italie \| Canyon-SRAM Racing \| + 1 min 21 s \| \| 6e \| Amy Pieters \| Pays-Bas \| Wiggle High5 \| + 1 min 34 s \| \| 7e \| Lucinda Brand \| Pays-Bas \| Rabo Liv Women \| + 1 min 38 s \| \| 8e \| Gracie Elvin \| Australie \| Orica-AIS \| + 1 min 38 s \| \| 9e \| Roxane Knetemann \| Pays-Bas \| Rabo Liv Women \| + 1 min 42 s \| \| 10e \| Floortje Mackaij \| Pays-Bas \| Liv-Plantur \| + 2 min 06 s \| |                      |           |                    |                 |
| |                      |           |                    |                 |
| |                      |           |                    |                 |
| Classement général |                      |           |                    |                 |
| Coureuse | Coureuse             | Pays      | Équipe             | Temps           |
| 1re | Ellen van Dijk       | Pays-Bas  | Boels Dolmans      | 8 h 44 min 20 s |
| 2e | Annemiek van Vleuten | Pays-Bas  | Orica-AIS          | + 37 s          |
| 3e | Lisa Brennauer       | Allemagne | Canyon-SRAM Racing | + 52 s          |
| 4e | Chantal Blaak        | Pays-Bas  | Boels Dolmans      | + 57 s          |
| 5e | Elena Cecchini       | Italie    | Canyon-SRAM Racing | + 1 min 21 s    |
| 6e | Amy Pieters          | Pays-Bas  | Wiggle High5       | + 1 min 34 s    |
| 7e | Lucinda Brand        | Pays-Bas  | Rabo Liv Women     | + 1 min 38 s    |
| 8e | Gracie Elvin         | Australie | Orica-AIS          | + 1 min 38 s    |
| 9e | Roxane Knetemann     | Pays-Bas  | Rabo Liv Women     | + 1 min 42 s    |
| 10e | Floortje Mackaij     | Pays-Bas  | Liv-Plantur        | + 2 min 06 s    |

### 5eétape
L'ultime étape finit par un sprint massif gagné une nouvelle fois par Kirsten Wild.
| \| Classement de l'étape \| Classement de l'étape \| Classement de l'étape \| Classement de l'étape \| Classement de l'étape \| \| Coureuse \| Coureuse \| Pays \| Équipe \| Temps \| \| --------------------- \| ------------------------- \| --------------------- \| --------------------- \| --------------------- \| \| 1re \| Kirsten Wild \| Pays-Bas \| Hitec Products \| 3 h 01 min 03 s \| \| 2e \| Lisa Brennauer \| Allemagne \| Canyon-SRAM Racing \| + 0 s \| \| 3e \| Christine Majerus \| Luxembourg \| Boels Dolmans \| + 0 s \| \| 4e \| Maria Giulia Confalonieri \| Italie \| Lensworld-Zannata \| + 0 s \| \| 5e \| Lucinda Brand \| Pays-Bas \| Rabo Liv Women \| + 0 s \| \| 6e \| Monique van de Ree \| Pays-Bas \| Lares-Waowdeals Women \| + 0 s \| \| 7e \| Kaat Van der Meulen \| Belgique \| Lensworld-Zannata \| + 0 s \| \| 8e \| Kelly Markus \| Pays-Bas \| Lares-Waowdeals Women \| + 0 s \| \| 9e \| Ellen van Dijk \| Pays-Bas \| Boels Dolmans \| + 0 s \| \| 10e \| Amy Pieters \| Pays-Bas \| Wiggle High5 \| + 0 s \| |                           |            |                       |                 |
| |                           |            |                       |                 |
| |                           |            |                       |                 |
| Classement de l'étape |                           |            |                       |                 |
| Coureuse | Coureuse                  | Pays       | Équipe                | Temps           |
| 1re | Kirsten Wild              | Pays-Bas   | Hitec Products        | 3 h 01 min 03 s |
| 2e | Lisa Brennauer            | Allemagne  | Canyon-SRAM Racing    | + 0 s           |
| 3e | Christine Majerus         | Luxembourg | Boels Dolmans         | + 0 s           |
| 4e | Maria Giulia Confalonieri | Italie     | Lensworld-Zannata     | + 0 s           |
| 5e | Lucinda Brand             | Pays-Bas   | Rabo Liv Women        | + 0 s           |
| 6e | Monique van de Ree        | Pays-Bas   | Lares-Waowdeals Women | + 0 s           |
| 7e | Kaat Van der Meulen       | Belgique   | Lensworld-Zannata     | + 0 s           |
| 8e | Kelly Markus              | Pays-Bas   | Lares-Waowdeals Women | + 0 s           |
| 9e | Ellen van Dijk            | Pays-Bas   | Boels Dolmans         | + 0 s           |
| 10e | Amy Pieters               | Pays-Bas   | Wiggle High5          | + 0 s           |

## Classements finals

### Classement général final
| \| Classement général \| Classement général \| Classement général \| Classement général \| Classement général \| \| Coureuse \| Coureuse \| Pays \| Équipe \| Temps \| \| ------------------ \| -------------------- \| ------------------ \| ------------------ \| ------------------ \| \| 1re \| Ellen van Dijk \| Pays-Bas \| Boels Dolmans \| 11 h 45 min 23 s \| \| 2e \| Annemiek van Vleuten \| Pays-Bas \| Orica-AIS \| + 36 s \| \| 3e \| Lisa Brennauer \| Allemagne \| Canyon-SRAM Racing \| + 37 s \| \| 4e \| Elena Cecchini \| Italie \| Canyon-SRAM Racing \| + 1 min 19 s \| \| 5e \| Amy Pieters \| Pays-Bas \| Wiggle High5 \| + 1 min 34 s \| \| 6e \| Lucinda Brand \| Pays-Bas \| Rabo Liv Women \| + 1 min 38 s \| \| 7e \| Gracie Elvin \| Australie \| Orica-AIS \| + 1 min 38 s \| \| 8e \| Roxane Knetemann \| Pays-Bas \| Rabo Liv Women \| + 1 min 42 s \| \| 9e \| Floortje Mackaij \| Pays-Bas \| Liv-Plantur \| + 2 min 06 s \| \| 10e \| Romy Kasper \| Allemagne \| Boels Dolmans \| + 2 min 30 s \| |                      |           |                    |                  |
| |                      |           |                    |                  |
| |                      |           |                    |                  |
| Classement général |                      |           |                    |                  |
| Coureuse | Coureuse             | Pays      | Équipe             | Temps            |
| 1re | Ellen van Dijk       | Pays-Bas  | Boels Dolmans      | 11 h 45 min 23 s |
| 2e | Annemiek van Vleuten | Pays-Bas  | Orica-AIS          | + 36 s           |
| 3e | Lisa Brennauer       | Allemagne | Canyon-SRAM Racing | + 37 s           |
| 4e | Elena Cecchini       | Italie    | Canyon-SRAM Racing | + 1 min 19 s     |
| 5e | Amy Pieters          | Pays-Bas  | Wiggle High5       | + 1 min 34 s     |
| 6e | Lucinda Brand        | Pays-Bas  | Rabo Liv Women     | + 1 min 38 s     |
| 7e | Gracie Elvin         | Australie | Orica-AIS          | + 1 min 38 s     |
| 8e | Roxane Knetemann     | Pays-Bas  | Rabo Liv Women     | + 1 min 42 s     |
| 9e | Floortje Mackaij     | Pays-Bas  | Liv-Plantur        | + 2 min 06 s     |
| 10e | Romy Kasper          | Allemagne | Boels Dolmans      | + 2 min 30 s     |

### Points UCI
| Position           | 1er | 2e | 3e | 4e | 5e | 6e | 7e | 8e | 9e | 10e |
| Classement général | 40  | 30 | 16 | 12 | 10 | 8  | 6  | 3  | 2  | 1   |
| Par étape          | 8   | 5  | 3  | 1  |    |    |    |    |    |     |
| Leader, par étape  | 2   |    |    |    |    |    |    |    |    |     |

### Classements annexes

#### Classement par points
| Classement par points | Classement par points | Classement par points | Classement par points | Classement par points |
| --------------------- | --------------------- | --------------------- | --------------------- | --------------------- |
|                       | Coureur               | Pays                  | Équipe                | Point(s)              |
| 1er                   | Lisa Brennauer        | Allemagne             | Canyon-SRAM           | 67 points             |
| 2e                    | Ellen van Dijk        | Pays-Bas              | Boels Dolmans         | 58 pts                |
| 3e                    | Kirsten Wild          | Pays-Bas              | Hitc Product          | 52 pts                |
| modifier              |                       |                       |                       |                       |

#### Classement de la meilleure jeune
| Classement de la meilleure jeune | Classement de la meilleure jeune | Classement de la meilleure jeune | Classement de la meilleure jeune | Classement de la meilleure jeune |
|                                  | Coureur                          | Pays                             | Équipe                           | Temps                            |
| -------------------------------- | -------------------------------- | -------------------------------- | -------------------------------- | -------------------------------- |
| 1er                              | Floortje Mackaij                 | Pays-Bas                         | Liv-Plantur                      | en 11 h 47 min 29 s              |
| 2e                               | Alexis Ryan                      | États-Unis                       | Canyon-SRAM                      | +3 min 57 s                      |
| 3e                               | Amalie Dideriksen                | Danemark                         | Boels Dolmans                    | +4 min 9 s                       |
| modifier                         |                                  |                                  |                                  |                                  |

#### Classement de la meilleure équipe
| Classement de la meilleure équipe | Classement de la meilleure équipe | Classement de la meilleure équipe | Classement de la meilleure équipe | Classement de la meilleure équipe |
|                                   | Coureur                           | Pays                              | Équipe                            | Temps                             |
| --------------------------------- | --------------------------------- | --------------------------------- | --------------------------------- | --------------------------------- |
| 1er                               | Boels Dolmans                     | Pays-Bas                          | '                                 | en 35 h 18 min 54 s               |
| 2e                                | Canyon-SRAM                       | Allemagne                         |                                   | +1 min 23 s                       |
| 3e                                | Orica-AIS                         | Australie                         |                                   | +4 min 32 s                       |
| modifier                          |                                   |                                   |                                   |                                   |

## Évolution des classements
| Étapes             | Vainqueur          | Classement général | Classement par points | Classement des sprints | Classement de la meilleure jeune | Classement de la combativité | Meilleure coureuse de club | Classement de la meilleure équipe |
| ------------------ | ------------------ | ------------------ | --------------------- | ---------------------- | -------------------------------- | ---------------------------- | -------------------------- | --------------------------------- |
| 1                  | Boels Dolmans      | Ellen van Dijk     |                       |                        | Amalie Dideriksen                |                              |                            |                                   |
| 2                  | Chantal Blaak      | Chantal Blaak      | Chantal Blaak         |                        | Floortje Mackaij                 |                              |                            | Boels Dolmans                     |
| 3                  | Allie Dragoo       | Chantal Blaak      | Lisa Brennauer        | Vera Koedooder         | Floortje Mackaij                 |                              |                            | Boels Dolmans                     |
| 4a                 | Kirsten Wild       | Chantal Blaak      | Chantal Blaak         | Vera Koedooder         | Floortje Mackaij                 |                              |                            | Boels Dolmans                     |
| 4b                 | Ellen van Dijk     | Ellen van Dijk     | Ellen van Dijk        |                        | Floortje Mackaij                 |                              |                            | Boels Dolmans                     |
| 5                  | Kirsten Wild       | Ellen van Dijk     | Lisa Brennauer        | Romy Kasper            | Floortje Mackaij                 |                              |                            | Boels Dolmans                     |
| Classements finals | Classements finals | Ellen van Dijk     | Lisa Brennauer        | Romy Kasper            | Floortje Mackaij                 |                              |                            | Boels Dolmans                     |

## Organisation et règlement

### Organisation
Le président de l'organisation est Thijs Rondhuis. Il est assisté de Rikus Sunderman et Daniëlle Lissenberg-Bekkering.

### Règlement de la course

#### Délais
Lors d'une course cycliste, les coureurs sont tenus d'arriver dans un laps de temps imparti à la suite du premier pour pouvoir être classés. Les délais prévus sont de 10 % pour toutes les étapes en ligne et de 33 % pour les contre-la-montres. La règle des trois kilomètres s'applique conformément au règlement UCI.

#### Contre-la-montre par équipes
Les temps réels du contre-la-montre par équipes ne sont pas pris en compte pour le classement général. À la place, il attribue aux quinze premières formations un bonus temporel de : 30, 25, 22, 19, 16, 14, 12, 10, 8, 6, 5, 4, 3, 2 et 1 seconde. De même, pour le classement par équipes, le temps réel n'est pas utilisé. En lieu et place un bonus de 90, 75... (3 fois le barème précédent) secondes est attribué aux formations. Le temps est pris sur la quatrième coureuse. Si une coureuse est distancée, son retard est soustrait du bonus. Si la différence est négative, elle est tronquée à zéro.

#### Classements et bonifications
Le classement général individuel au temps est calculé par le cumul des temps enregistrés dans chacune des étapes parcourues. Des bonifications et d'éventuelles pénalisations sont incluses dans le calcul du classement. Le coureur qui est premier de ce classement est porteur du maillot jaune. En cas d'égalité au temps, les centièmes de secondes du contre-la-montre sont pris en considération. En cas de nouvelle égalité, la somme des places obtenues sur chaque étape départage les concurrentes.
Des bonifications sont attribuées dans cette épreuve. L'arrivée des étapes donne dix, six et quatre secondes de bonifications aux trois premières. L'arrivée de la demi-étape, quatrième secteur a, attribue six, quatre et deux secondes de bonifications aux trois premières. Par ailleurs, durant la course, il existe des sprints intermédiaires dont les trois premiers sont récompensés respectivement de trois secondes, deux secondes et une seconde.

##### Classement par points
Le maillot vert, récompense le classement par points. Celui-ci se calcule selon le classement lors des arrivées d'étape.
Les étapes en ligne et le contre-la-montre individuel attribuent aux quinze premières des points selon le décompte suivant : 25, 20, 16, 14, 12, 10, 9, 8, 7, 6, 5, 4, 3, 2 et 1. En cas d'égalité, les coureurs sont prioritairement départagés par le nombre de victoires d'étapes. Si l'égalité persiste, la place obtenue au classement général entrent en compte. Pour être classé, un coureur doit avoir terminé la course dans les délais.

##### Classement des sprints
Le maillot orange, récompense le classement des sprints. Des sprints intermédiaires attribuent 5, 3 et 1 points aux trois premières. En cas d'égalité, le dernier sprint départage les concurrentes.

##### Classement de la meilleure jeune
Le classement de la meilleure jeune ne concerne qu'une certaine catégorie de coureuses, celles étant âgées de moins de 23 ans. C'est-à-dire aux coureuses nées après le 1er janvier 1994. Ce classement, basé sur le classement général, attribue au premier un maillot blanc. En cas d'égalité, le temps du contre-la-montre détermine le vainqueur.

##### Prix de la combativité
Le jury des commissaires attribue un prix de la combativité à la fin de chaque étape à une coureuse. Elle porte le maillot bleu. Il n'y a pas de classement final pour ce prix.

##### Classement de la meilleure équipe
Le temps au classement général des trois meilleures coureuses de chaque équipe est additionné. Les bonus ne comptent pas à l'inverse des pénalités. En cas d'égalité, les places des trois meilleures coureuses de chaque équipe sont additionnées.

##### Répartition des maillots
Chaque coureuse en tête d'un classement est porteuse du maillot ou du dossard distinctif correspondant. Cependant, dans le cas où une coureuse dominerait plusieurs classements, celle-ci ne porte qu'un seul maillot distinctif, selon une priorité de classements. Le classement général au temps est le classement prioritaire, suivi du classement par points, du classement des sprints, du classement de la meilleure jeune puis du classement de la combativité. Si ce cas de figure se produit, le maillot correspondant au classement annexe de priorité inférieure n'est pas porté par celui qui domine ce classement mais par son deuxième.

#### Primes
Les étapes en ligne, permettent de remporter les primes suivantes:
| Position | 1er   | 2e    | 3e   | 4e   | 5e   | 6e   | 7e   | 8e   | 9e   | 10e  |
| Prix     | 195 € | 113 € | 87 € | 71 € | 59 € | 59 € | 59 € | 59 € | 59 € | 59 € |

En sus, les coureuses placées de la 11e à la 15e place gagnent 28 €.
Les deux demi-étapes rapportent quant à elles :
| Position | 1er   | 2e   | 3e   | 4e   | 5e   | 6e   | 7e   | 8e   | 9e   | 10e  |
| Prix     | 117 € | 87 € | 59 € | 49 € | 38 € | 38 € | 38 € | 38 € | 38 € | 38 € |

En sus, les coureuses placées de la 11e à la 15e place gagnent 28 €.
Le classement général final attribue les sommes suivantes :
| Position | 1er   | 2e    | 3e    | 4e    | 5e    | 6e   | 7e   | 8e   | 9e   | 10e  |
| Prix     | 326 € | 217 € | 164 € | 136 € | 109 € | 97 € | 87 € | 76 € | 65 € | 53 € |

En sus, les coureuses placées de la 11e à la 14e place gagnent 43 €, la quinzième  33 €, celles placées de la 16e à la 20e place 22 €.

#### Prix
Le port du maillot jaune rapporte 50 € par jour, les trois autres maillots 25 €. Les classements finals par points, des sprints et de la meilleure jeune attribuent :
| Position | 1er  | 2e   | 3e   | 4e   | 5e   | 6e | 7e | 8e | 9e | 10e |
| Prix     | 75 € | 60 € | 50 € | 25 € | 15 € | €  | €  | €  | €  | €   |

#### Pistes cyclables
Il est interdit d'emprunter les pistes cyclables et autres trottoirs qui ne sont pas explicitement inclus dans le parcours.